# 高須賀町
高須賀町（たかすかちょう）は、愛知県名古屋市中村区の地名。丁番を持たない単独町名。2つの小字（字北浦・北西出）が設置されている。住居表示未実施。

## 地理
名古屋市中村区の南部に位置し、丁番なし箇所の南に牛田通、北に畑江通、東に牛田通、西に烏森町、字北浦と字北西出の東に北浦町、西に沖田町に接する。

## 歴史

### 町名の由来
江戸期の愛知郡高須賀村を前身とする。当地の南に「高塚」と呼ばれる古墳があり「たかつか」の転とする説と、「須賀」は洲を表しているとする説がある。
地名は南北朝時代には既に見られ、1364年（貞治3年）付の『理趣釈口決抄』に「尾州愛知郡乍郷高須賀大乗坊」とある。

### 行政区画の変遷
- 1889年（明治22年）10月1日 - 愛知郡高須賀村が合併により、同郡柳森村大字高須賀となる[8]。
- 1906年（明治39年）5月10日 - 合併に伴い、愛知郡常磐村大字高須賀となる[8]。
- 1921年（大正10年）8月22日 - 名古屋市編入に伴い、中区高須賀町となる[8]。
- 1931年（昭和6年）10月1日 - 一部が西区に編入され、同区高須賀町が成立する[8]。
- 1937年（昭和12年）10月1日 - 中区高須賀町は中川区編入に伴い、同区高須賀町となる[8]。また、西区高須賀町は中村区編入に伴い、同区高須賀町となる[8]。
- 1941年（昭和16年）1月1日 - 中村区高須賀町は京田町・名西通に編入され消滅[8]。また、中川区高須賀町に同区長良町の一部が編入される[8]。
- 1944年（昭和19年）2月11日 - 中川区高須賀町の一部が中村区高須賀町に編入される[8]。

## 世帯数と人口
2019年（平成31年）2月1日現在の世帯数と人口は以下の通りである。
| 町丁     | 世帯数  | 人口  |
| -------- | ------- | ----- |
| 高須賀町 | 187世帯 | 367人 |

## 学区
市立小・中学校に通う場合、学校等は以下の通りとなる。また、公立高等学校に通う場合の学区は以下の通りとなる。なお、中学校は学校選択制度を導入しておらず、番毎で各学校に指定されている。
| 町丁・字         | 小学校             | 中学校               | 高等学校 |
| ---------------- | ------------------ | -------------------- | -------- |
| 高須賀町         | 名古屋市立柳小学校 | 名古屋市立御田中学校 | 尾張学区 |
| 高須賀町字北浦   | 名古屋市立柳小学校 | 名古屋市立御田中学校 | 尾張学区 |
| 高須賀町字北西出 | 名古屋市立柳小学校 | 名古屋市立御田中学校 | 尾張学区 |

## 施設
- 八劔神社

## その他

### 日本郵便
- 郵便番号 : 453-0854[3]（集配局：中村郵便局[11]）。